# Cottingham (Northamptonshire)
Cottingham is een civil parish in het bestuurlijke gebied Corby, in het Engelse graafschap Northamptonshire met 906 inwoners.